# Canine (chanteuse)
Pour les articles homonymes, voir Canine.
Canine, de son vrai nom Magali Cotta , est une compositrice et chanteuse française originaire de Nice, accompagnée d'un collectif de danseuses et chanteuses féminin. La chanteuse se distingue par cette coiffe imposante de plumes noires lui masquant le haut du visage, qu'elle porte régulièrement aussi bien sur scène que dans les clips vidéos. Le premier album de Canine, intitulé Dune est paru le 22 février 2019.

## Biographie
Le premier concert est donné dans l'église Saint-Eustache de Paris, en juin 2016.
Début 2018, Canine sort un clip pour le morceau Twin Shadow, réalisé par Justine Bo. Le premier EP de Canine parait le 20 avril 2018 chez Polydor. Pour la réouverture du Théâtre Marigny, Canine donne un concert en novembre 2018.
Le premier album, Dune, est sorti le 22 février 2019 chez Polydor. S'ensuivent plusieurs dates de festivals (Francofolies, Printemps de Bourges, Bout du Monde...) et de salles de concert dans la Grande Salle du Centre Pompidou en février, une au musée d'Orsay en septembre ou encore à la Cigale en octobre.
Le 18 février 2022, Canine dévoile "Sun", le premier extrait d'un nouvel album à venir dans le courant de l'année.

## Style musical
Musicalement, il s'agit d'un mélange de styles de la musique électronique, du gospel et du hip-hop. Le chant se distingue par une voix planante et androgyne. Il est majoritairement chanté en anglais et parfois en français.

## Prestations scéniques
Les prestations scéniques de Canine se veulent plus complètes qu'un concert et se rapprochent plutôt d'un show dansé et chanté par une équipe composée de 5 à 14 musiciennes.

## Discographie

### EP
L'EP est disponible au format CD, numérique et vinyle.

### Singles
- 2014 : Laughing[2]
- 2015 : Two Weeks[2]
- 2016 : Glow[2]
- 2018 : Twin Shadow[2]
- 2018 : Sweet Sway
- 2019 : Jardin[11]
- 2022: Sun

### Reprises
- 2015 : Two Weeks (FKA Twigs)
- 2018 : Man Down (Rihanna)